# James Burbage
James Burbage (ur. 1531, zm. 1597) – aktor i przedsiębiorca angielski. Należał przez pewien czas do grupy teatralnej Roberta Dudleya, najprawdopodobniej w 1574 roku stanął na jej czele. W 1576 roku zbudował w Londynie pierwszy stały teatr zwany The Theatre (pol. teatr). Miał spory udział w budowie innego teatru londyńskiego The Curtain Theatre, a następnie na terenie należącym wcześniej do klasztoru dominikanów zainicjował budowę Blackfriars Theatre, ważnego ośrodka teatralnego czasów elżbietańskich.
Jego syn, Richard Burbage, był jednym z najpopularniejszych aktorów epoki elżbietańskiej.